# Карл Найцель
Карл Найцель (нім. Karl Neitzel; 30 січня 1901, Кольберг — 13 листопада 1966, Кіль) — німецький офіцер-підводник, капітан-цур-зее. Кавалер Лицарського хреста Залізного хреста.

## Біографія
1 липня 1917 року вступив в ВМФ, служив на міноносцях. Після закінчення Першої світової війни 30 листопада 1918 року демобілізований, але 1 квітня 1923 року знову вступив на флот. Служив в 1-й мінній флотилії.
У лютому 1941 року переведений в підводний флот. 25 листопада 1941 призначений командиром підводного човна U-510, на якій зробив 3 походи (провівши в морі в цілому 220 діб). Перший і третій походи зробив в Карибське море. Під час останнього походу атакував конвой BT-6 і протягом 3 годин потопив 3 судна і пошкодив ще 5 (всього 54 130 брт).
Всього за час військових дій Найцель потопив 5 суден загальною водотоннажністю 28 496 брт і пошкодив 7 суден водотоннажністю 49 587 брт.
| Дата           | Назва корабля                          | Тип               | Тоннаж | Вантаж                                               | Екіпаж | Загинули | Країна             | Конвой |
| -------------- | -------------------------------------- | ----------------- | ------ | ---------------------------------------------------- | ------ | -------- | ------------------ | ------ |
| 2 серпня 1942  | Maldonado                              | Торговий пароплав | 5,285  | 7000 тонн консервів, шкір, вовни та жирів            | 49     | 0        | Уругвай            |        |
| 10 серпня 1942 | Alexia (пошкоджений)                   | Тепловий танкер   | 8,016  | Баласт                                               | 64     | 0        | Британська імперія |        |
| 19 серпня 1942 | Cressington Court                      | Торговий теплохід | 4,971  | 7362 тонни державних припасів і генеральних вантажів | 44     | 8        | Британська імперія | TRIN-1 |
| 31 жовтня 1942 | Alaska (пошкоджений)                   | Торговий пароплав | 5,681  |                                                      | ?      | 0        | Норвегія           | SL-125 |
| 9 березня 1943 | George G. Meade (пошкоджений)          | Торговий пароплав | 7,176  | Водний баласт                                        | 66     | 0        | США                | BT-6   |
| 9 березня 1943 | Kelvinbank                             | Торговий теплохід | 3,872  | Баласт                                               | 60     | 29       | Британська імперія | BT-6   |
| 9 березня 1943 | Joseph Rodman Drake (пошкоджений)      | Торговий теплохід | 7,181  |                                                      | 67     | 0        | США                | BT-6   |
| 9 березня 1943 | Tabitha Brown (пошкоджений)            | Торговий теплохід | 7,176  |                                                      | ?      | 0        | США                | BT-6   |
| 9 березня 1943 | Mark Hanna (пошкоджений)               | Торговий теплохід | 7,176  | Баласт                                               | 66     | 0        | США                | BT-6   |
| 9 березня 1943 | James Smith (пошкоджений)              | Торговий теплохід | 7,181  | Водний баласт                                        | 58     | 11       | США                | BT-6   |
| 9 березня 1943 | Thomas Ruffin (безповоротно втрачений) | Торговий теплохід | 7,191  | Водний баласт                                        | 58     | 6        | США                | BT-6   |
| 9 березня 1943 | James K. Polk (безповоротно втрачений) | Торговий теплохід | 7,177  | Водний баласт                                        | 65     | 1        | США                | BT-6   |

21 травня 1943 року призначений заступником командира 25-ї флотилії. З серпня 1943 року — командир 25-ї флотилії підводних човнів. З січня 1944 року командував 2-ю навчальною дивізією підводних човнів, а в березні-травні 1945 року — 7-м морським гренадерським полком. У травні 1945 року взятий в полон. У грудні 1945 року звільнений.

## Звання
- Морський кадет (1 квітня 1924)
- Фенріх-цур-зее (1 квітня 1925)
- Обер-фенріх-цур-зее (1 травня 1927)
- Лейтенант-цур-зее (1 жовтня 1927)
- Обер-лейтенант-цур-зее (1 липня 1929)
- Капітан-лейтенант (1 квітня 1935)
- Корветтен-капітан (1 квітня 1939)
- Фрегаттен-капітан (1 квітня 1943)
- Капітан-цур-зее (1 грудня 1943)

## Нагороди
- Залізний хрест 2-го класу
- Медаль «За вислугу років у Вермахті» 4-го і 3-го класу (12 років; 2 жовтня 1936) — отримав 2 медалі одночасно.
- Почесний хрест ветерана війни з мечами (15 листопада 1936)
- Застібка до Залізного хреста 2-го класу (10 січня 1940)
- Залізний хрест 1-го класу (23 березня 1940)
- Нагрудний знак мінних тральщиків (23 березня 1940)
- Нагрудний знак підводника (14 вересня 1942)
- Лицарський хрест Залізного хреста (27 березня 1943)